# Radiació sortint d'ona llarga

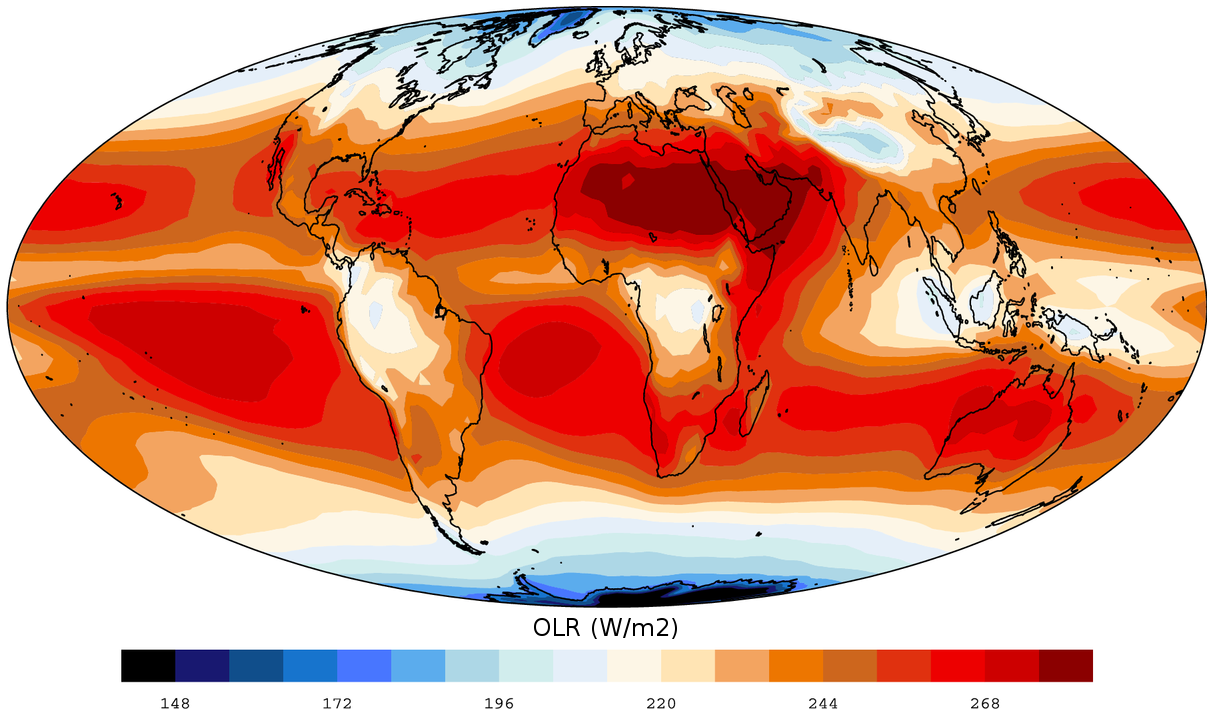
Mitjana anual de radiació sortint d'ona llarga entre jar 1979 i 1995.

La radiació sortint d'ona llarga (RSOL o OLR en anglès) és l'energia que surt de la Terra en forma de radiació infraroja a baixa energia. La RSOL depèn de la temperatura del cos radiant. El balanç de radiació de la Terra és a prop d'aconseguir-se, ja que la RSOL és gairebé igual a la Radiació d'Ona Curta Absorbida rebuda a energia alta del Sol. Així, la primera llei de la termodinàmica (conservació de l'energia) es compleix i la temperatura mitjana de la Terra és gairebé estable. La RSOL es veu afectada pels núvols i la pols en l'atmosfera, que tendeixen a reduir-la per sota dels valors del cel clar. Els gasos amb efecte d'hivernacle, com el metà (CH₄), l'òxid nitrós (N₂O), el vapor d'aigua (H₂O) i el diòxid de carboni (CO₂), absorbeixen certes longituds d'ona del RSOL afegint calor a l'atmosfera, cosa que al seu torn fa que l'atmosfera emeta més radiació. Part d'aquesta radiació es dirigeix de nou cap a la Terra, augmentant de la temperatura mitjana de la superfície de la Terra. Per tant, un augment en la concentració d'un gas amb efecte d'hivernacle que contribueixen a l'escalfament global mitjançant l'augment de la quantitat de radiació que és absorbida i emesa per aquests components de l'atmosfera.

## Equilibri energètic atmosfèric

Balanç de radiació de la Terra.

L'OLR és un component crític del pressupost energètic de la Terra i representa la radiació total destinada a l'espai emès per l'atmosfera. L'OLR contribueix a la radiació neta d'ona total per a una superfície que és igual a la suma de radiació de pou de fons d'ona curta i d'ona llarga menys la suma de radiació de pou d'ona curta i d'ona llarga. El saldo net de radiació d'ones està dominat per la radiació d'ona llarga durant la nit i durant la majoria de les parts de l'any a les regions polars. L'equilibri de radiació de la Terra s'assoleix força, ja que l'OLR gairebé iguala la radiació absorbida d'ona curta que es rep a alta energia del sol. Per tant, la temperatura mitjana de la Terra és gairebé estable. L'equilibri de l'OLR es veu afectat pels núvols i la pols de l'atmosfera. Els núvols solen bloquejar la penetració de la radiació d'ona llarga a través del núvol i augmenta l'albedo del núvol, provocant un menor flux de radiació d'ona llarga a l'atmosfera. Això es fa mitjançant l'absorció i la dispersió de les longituds d'ona que representen la radiació d'ona llarga ja que l'absorció farà que la radiació es mantingui al núvol i la dispersió reflecteixi la radiació de tornada a la terra. l'atmosfera generalment absorbeix bé la radiació d'ona llarga a causa de l'absorció per vapor d'aigua, diòxid de carboni i ozó. Si no es té cobertura de núvols, la majoria de radiació de perfecció d'ona llarga viatja a l'espai a través de la finestra atmosfèrica que es produeix a la regió de longitud d'ona electromagnètica entre 8 i 11 µm on l'atmosfera no absorbeix radiacions d'ona llarga, tret de la petita regió dins d'aquesta. De 9,6 a 9,8 µm. La interacció entre la radiació d'ones llargues de benestar i l'atmosfera és complicada a causa de l'absorció que es produeix a tots els nivells de l'atmosfera i aquesta absorció depèn de les absortivitats dels components de l'atmosfera en un moment determinat.

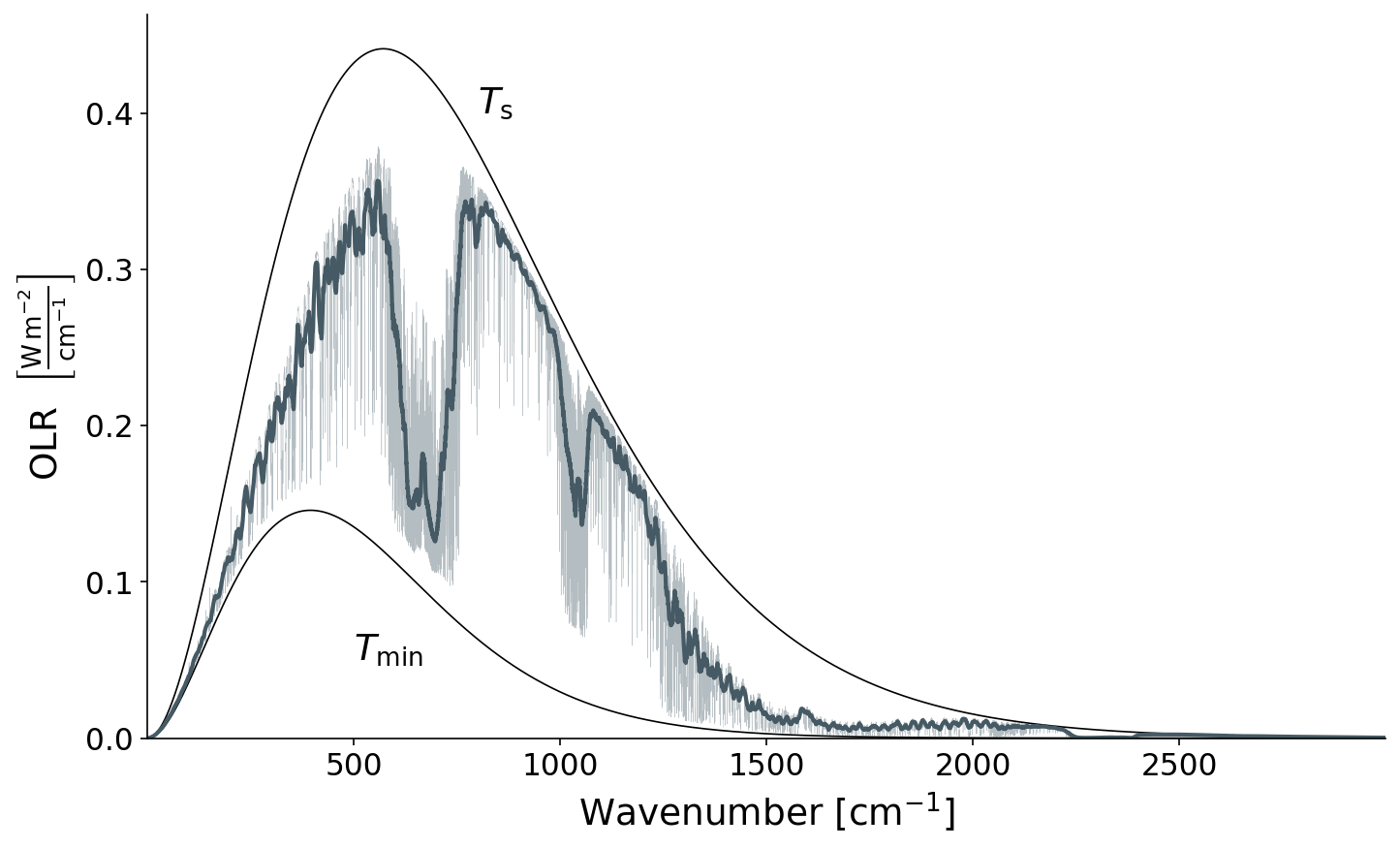
Espectre simulat de la radiació d'ona llarga sortint de la Terra (OLR). Les simulacions de transferència radiactiva s'han realitzat mitjançant ARTS. A més, es mostra la radiació del cos negre per a un cos a temperatura superficial T_{s} i a la temperatura de la tropopausa T_{min}.

## Calculació i simulació ORL
Moltes aplicacions demanen el càlcul de les quantitats de radiació d'ona llarga: l'equilibri de l'ona curta d'entrada global amb el flux radiatiu d'ona llarga sortint determina el balanç de radiació de la Terra; la refrigeració per radiació local mitjançant radiació d'ona llarga sortint (i escalfament per radiació d'ona curta) condueix la temperatura i la dinàmica de diferents parts de l'atmosfera; a partir de la radiació des d'una direcció determinada mesurada per un instrument, es poden recuperar propietats atmosfèriques (com la temperatura o la humitat, etc. Els càlculs d'aquestes quantitats resolen les equacions de transferència radiactiva que descriuen la radiació a l'atmosfera. Normalment la solució es fa numèricament per un codi de transferència atmosfèric i radiactiu adaptat al problema específic.